# Sinfonía n.º 8 (Haydn)

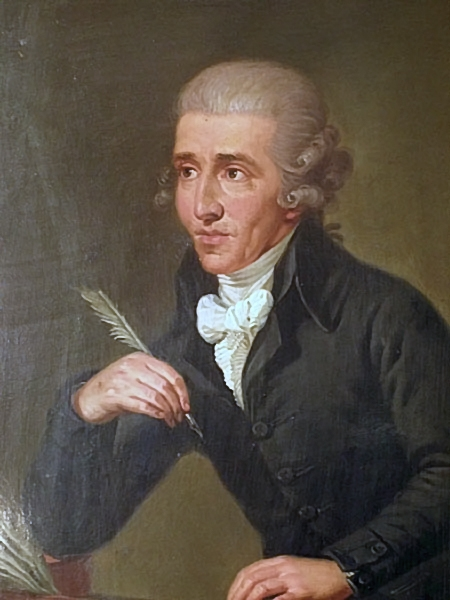
Haydn hacia 1770.

La Sinfonía n.º 8 en sol mayor, Hob. I:8, subtitulada Le soir (La tarde), fue compuesta por Joseph Haydn en 1761. Forma parte de una trilogía de sinfonías formada por la Sinfonía n.º 6 Le matin (La mañana), la n.º 7 Le midi (El mediodía) y la n.º 8 Le soir (La tarde), que escribió al inicio de su etapa como vice-kapellmeister al servicio del príncipe Pál II Antal Esterházy de Galánta.

## Historia

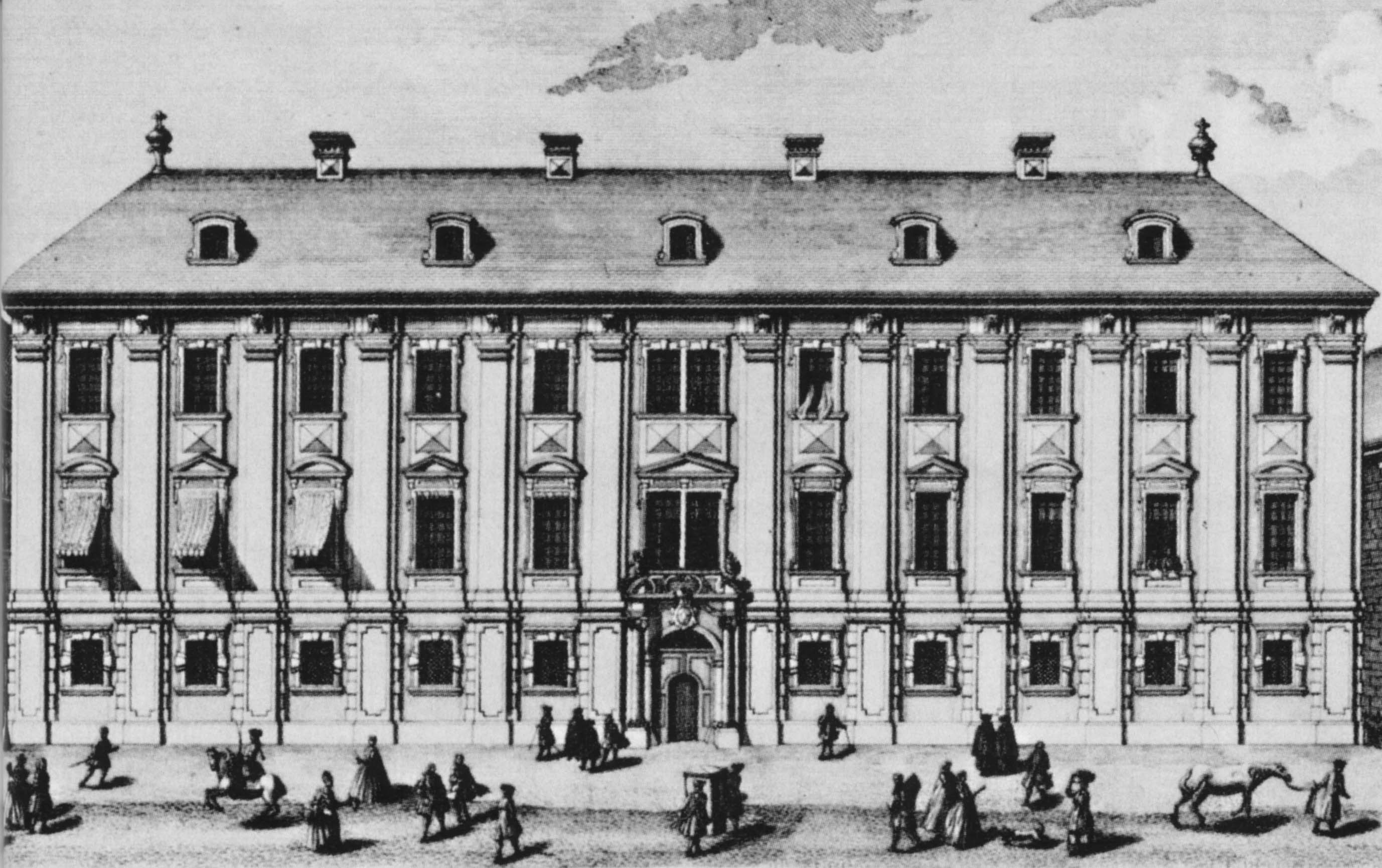
Palacio Esterházy en la Wallnerstraße de Viena, lugar del estreno de esta sinfonía.

La producción sinfónica del maestro austríaco puede dividirse a grandes rasgos en tres bloques temporales: el primer bloque (1757-1761) se corresponde con su periodo al servicio del conde Carl von Morzin (n.º 1 - n.º 5); el segundo bloque en la corte Esterházy (1761-1790 pero con la última sinfonía para el público de Esterházy en 1781); y el tercer bloque (1782-1795) comprende las Sinfonías de París (n.º 82 - n.º 87) y las Sinfonías de Londres (n.º 93 - n.º 104). El 1 de mayo de 1761 el compositor firmó su contrato como vice-kapellmeister (más tarde kapellmeister) de la familia Esterházy, que nominalmente duró 48 años, hasta su muerte.
La composición de esta pieza se cree que pudo desarrollarse en 1761, cuando el compositor tenía 29 años y estaba iniciando su periodo al servicio de la casa de Esterházy. Sus primeras sinfonías de este periodo fueron: la Sinfonía n.º 6 Le matin (La mañana), la n.º 7 Le midi (El mediodía) y la n.º 8 Le soir (La tarde), que forman un tríptico que representa diferentes momentos del día y se conoce como "Die Tageszeiten" (Las horas del día). Es el único ciclo coherente dentro de su producción sinfónica. Aunque los subtítulos no fueron asignados por el propio compositor, sino por el príncipe Esterházy, fueron adoptados enseguida.

## Instrumentación
La partitura está escrita para una orquesta formada por:
- Viento madera: 1 flauta, 2 oboes, 1 fagot.
- Viento metal: 2 trompas en sol.
- Cuerda: una sección de cuerdas con violines (2 solistas, 2 ripieno), viola, violonchelos (1 solista, 1 ripieno) y contrabajos (1 solista originalmente violone, 1 ripieno).
- Teclado: clavecín como bajo continuo.

La orquestación es muy similar a la de un concerto grosso, en el cual un pequeño grupo de instrumentos solistas destaca sobre el conjunto. El grupo de solistas consta de un violonchelo y dos violines, mientras que el ripieno incluye 1 flauta, 2 oboes, 2 trompas, cuerda, fagot y clavecín. Además de los instrumentos solistas anotados por separado, la trompa también incluye un breve pasaje solista en el primer movimiento. El uso que Haydn hace del fagot y del clavecín recuerda al bajo continuo, pero no lo usa en toda la obra. En la partitura autógrafa de Le midi, así como en las otras dos de la trilogía, aparece varias veces la indicación "bajo continuo", que conforme a la práctica interpretativa de la época indica con claridad un clavecín en el bajo continuo. Esta práctica era bastante habitual hacia 1760 incluso sin dicha anotación en la partitura. Sin embargo, en cuanto a la participación del clavecín como bajo continuo en las sinfonías de Haydn existen diversas opiniones entre los estudiosos: James Webster se sitúa en contra; Hartmut Haenchen a favor; Jamie James en su artículo para The New York Times presenta diferentes posiciones por parte de Roy Goodman, Christopher Hogwood, H. C. Robbins Landon y James Webster. A partir de 2019 la mayor parte de las orquestas con instrumentos modernos no utiliza el clavecín como continuo. No obstante, existen grabaciones con clavecín en el bajo continuo realizadas por: Trevor Pinnock (Sturm und Drang Symphonies, Archiv, 1989-1990); Nikolaus Harnoncourt (n.º 6–8, Das Alte Werk, 1990); Sigiswald Kuijken (incluidas las Sinfonías de París y Londres; Virgin, 1988-1995); Roy Goodman (Ej. n.º 1-25, 70-78, 82-87; Hyperion, 2002).

## Estructura y análisis
La sinfonía consta de cuatro movimientos:
- I. Allegro molto, en sol mayor 3
8
- II. Andante, en do mayor 2
4
- III. Menuetto, en sol mayor – Trio, en do mayor 3
4
- IV. La tempesta. Presto, en sol mayor 6
8

La interpretación de esta obra dura aproximadamente entre 20 y 25 minutos. Mientras Le matin y Le midi presentaban sus respetos a las convenciones del Barroco, Le soir mira hacia el desarrollo del Clasicismo. Se estructura en cuatro movimientos, lo cual será habitual en las sinfonías clásicas. Esta es la tercera de tres sinfonías consecutivas en las que Haydn sigue el transcurso del día. La principal intención del maestro austríaco en estas primeras composiciones para Esterházy parecía ser mostrar las habilidades de sus músicos, ya que cada sinfonía de esta trilogía está repleta de destacados solos y partes de gran virtuosismo. No hay evidencia de que Haydn escribiera esta obra con algo nocturno en mente. Aunque presentan algunos elementos programáticos como la introducción del primer movimiento de Le matin que representa la salida del sol o el Finale de Le soir que evoca una tormenta, las sinfonías de este ciclo son de carácter abstracto, es decir, no representan nada concreto.

### I.Allegro molto
El primer movimiento, Allegro molto, está escrito en la tonalidad de sol mayor y en compás de 3/8. Es una giga en forma sonata. Se abre con una melodía de ocho compases de carácter alegre, ligeramente irregular y ligeramente danzante interpretada por la cuerda. Este es el único tema a partir del cual Haydn construye todo el movimiento, aunque extrae variedad del material giratorio para orquesta completa que surge de la melodía. El desarrollo pasa fragmentos de la melodía a varios solistas orquestales. La recapitulación llega antes de que nos demos cuenta de que el desarrollo ha terminado. Emplea una melodía de una canción “Je n'aimais pas le tabac beaucoup” (No me gustaba mucho el tabaco) perteneciente a la ópera Le diable à quatre de Christoph Willibald Gluck.

### II.Andante
El segundo movimiento, Andante, está en do mayor y en compás de 2/4. Es un movimiento lírico y tierno en que el compositor aplica el formato del concerto grosso. La melodía principal se distribuye entre los dos violines y el violonchelo solistas que conforman el concertino. Avanza a través de una variación muy suave en modo menor antes de repetir la larga sección de apertura esencialmente como comenzó.

### III.Menuetto–Trio
El tercer movimiento, Menuetto – Trio, está en do mayor, en compás de 3/4 y adopta una forma ternaria de minueto con trío. El minueto sigue la evolución de las convenciones de la época, con una sencilla melodía, un fraseo extremadamente regular y las cuerdas y los vientos chocando entre sí en sus propios episodios separados. En la sección de trío el tema es presentado por el fagot y las cuerdas. El trío se convierte inesperadamente en un concierto en miniatura para contrabajo. De hecho, es un concierto bastante noble, sin rastro de la bufonería que afligiría al instrumento a partir del siglo XIX.

### IV.La tempesta.Presto
El cuarto y último movimiento, La tempesta. Presto, retoma la tonalidad inicial, el compás es 6/8 y también sigue la forma sonata. El Finale intenta mostrar la sensación de una tormenta a la que alude el subtítulo y apodo alternativo de la sinfonía La tempesta (La tormenta). Arranca con una rápida llovizna de notas del violín solista y después de la flauta, que se convierte en una lluvia intermitente de semicorcheas que recorren la orquesta. Con la ausencia de timbales, el trueno está implícito en algunas contundentes figuras de cuerdas que descienden rápidamente. La cuerda tiene asignadas varias figuras descendentes que sugieren la lluvia al caer, y se usan saltos de octava en el violín para generar tensión. Unas cuatro décadas después Haydn reutilizaría muchas de estas ideas para describir una tormenta en el último movimiento de su oratorio Las estaciones, en el cual usa el mismo tema con la misma orquestación: un pasaje en la flauta con arpegios descendentes.